# Håll mej kär!
Håll mej kär! är en tysk romantisk komedifilm med musikinslag från 1942 i regi av Harald Braun. Huvudrollen görs av den vid tiden mycket populäre dansaren och underhållaren Marika Rökk. Den hade svensk premiär 1944 på biograf Palladium i Stockholm.

## Rollista
- Marika Rökk - Monika Koch
- Viktor Staal - Andreas Rüdiger
- Hans Brausewetter - Georg Nöhring
- Mady Rahl - Helen
- Aribert Wäscher - revydirektör
- Ursula Herking - Müller
- Paul Henckels - Papa Schmidtke
- Günther Lüders - Paul